# بيطوم
بيطوم (بالبولندية: Bytom) وهي مدينة تقع جنوب بولندا في إقليم سيليزيا بالقرب من مدينة كاتوفيتسه، تتمركز المدينة في مرتفعات سيليزيا ويمر منها نهر كلودينكا، يبلغ عدد سكان المدينة حوالي 183 ألف نسمة لكن بالإضافة إلى الأرياف التي حولها يبلغ عدد سكانها 2,7 مليون نسمة وتعتبر خامس أكبر مدينة في إقليم سليزيا وتبلغ مساحة المدينة 69٫44 كلم مربع.

## توأمة
لبيطوم اتفاقيات توأمة مع كل من:
- ركلنهاوزن (2001 - )[9]
- دروغوبيتش (5 ديسمبر 2011 - )[10]
- فسيتين

## أعلام
- كلاوس كونينغ
- هاري فينتر
- بول فريير
- ريتشارد مالك
- ويلهلم غورا
- والتر فينكلر
- إدوارد ماديسكي